# العلاقات البريطانية السيراليونية
العلاقات البريطانية السيراليونية هي العلاقات الثنائية التي تجمع بين المملكة المتحدة وسيراليون.

## مقارنة بين البلدين
هذه مقارنة عامة ومرجعية للدولتين:
| وجه المقارنة                                              | المملكة المتحدة                 | سيراليون       |
| --------------------------------------------------------- | ------------------------------- | -------------- |
| المساحة (كم2)                                             | 242.50 ألف                      | 71.74 ألف      |
| عدد السكان (نسمة)                                         | 66.02 مليون                     | 7.56 مليون     |
| الكثافة السكانية (ن./كم²)                                 | 272.25                          | 105.38         |
| العاصمة                                                   | لندن                            | فريتاون        |
| اللغة الرسمية                                             | لغة إنجليزية، اللغة الويلزية    | لغة إنجليزية   |
| العملة                                                    | جنيه إسترليني                   | ليون سيراليوني |
| الناتج المحلي الإجمالي (بليون دولار)                      | 2.62 تريليون                    | 3.77 مليار     |
| الناتج المحلي الإجمالي (تعادل القوة الشرائية) بليون دولار | 2.72 تريليون                    | 10.13 مليار    |
| الناتج المحلي الإجمالي الاسمي للفرد دولار أمريكي          | 43.88 ألف                       | 653            |
| الناتج المحلي الإجمالي للفرد دولار أمريكي                 | 40.23 ألف                       | 1.97 ألف       |
| مؤشر التنمية البشرية                                      | 0.907                           | 0.413          |
| رمز المكالمات الدولي                                      | +44                             | +232           |
| رمز الإنترنت                                              | .uk، .gb                        | .sl            |
| المنطقة الزمنية                                           | توقيت غرينيتش، توقيت غرب أوروبا | 00             |

## مدن متوأمة
في ما يلي قائمة باتفاقيات التوأمة بين مدن بريطانية وسيراليونية:
- ترتبط ليمينغتون سبا مع بو باتفاقية توأمة منذ 1973.[16][16][16][16]
- ترتبط كينغستون أبون هال مع فريتاون باتفاقية توأمة.

## منظمات دولية مشتركة
يشترك البلدان في عضوية مجموعة من المنظمات الدولية، منها:
| علم المنظمة | اسم المنظمة                               | تاريخ انضمام المملكة المتحدة | تاريخ انضمام سيراليون |
| ----------- | ----------------------------------------- | ---------------------------- | --------------------- |
|             | مؤسسة التنمية الدولية                     | 24 سبتمبر 1960               | 13 نوفمبر 1962        |
|             | البنك الإفريقي للتنمية                    | ?                            | ?                     |
|             | يونسكو                                    | 4 نوفمبر 1946                | 28 مارس 1962          |
|             | مؤسسة التمويل الدولية                     | 20 يوليو 1956                | 10 سبتمبر 1962        |
|             | منظمة حظر الأسلحة الكيميائية              | ?                            | ?                     |
|             | الأمم المتحدة                             | 24 أكتوبر 1945               | 27 سبتمبر 1961        |
|             | الاتحاد الدولي للاتصالات                  | 24 فبراير 1871               | 30 ديسمبر 1961        |
|             | منظمة الشرطة الجنائية الدولية             | ?                            | ?                     |
|             | البنك الدولي للإنشاء والتعمير             | 27 ديسمبر 1945               | 10 سبتمبر 1962        |
|             | الاتحاد البريدي العالمي                   | ?                            | ?                     |
|             | المركز الدولي لتسوية المنازعات الاستشارية | 18 يناير 1967                | 14 أكتوبر 1966        |
|             | وكالة ضمان الاستثمار متعدد الأطراف        | 12 أبريل 1988                | 20 يونيو 1996         |
|             | منظمة التجارة العالمية                    | 1995                         | ?                     |
|             | دول الكومنولث                             | 11 ديسمبر 1931               | 1961                  |

## أعلام
هذه قائمة لبعض الشخصيات التي تربطها علاقات بالبلدين:
- إيميل شورت (6 فبراير 1943 – )
- كريستيان كولكير (لاعب كرة قدم سيراليوني، 25 ديسمبر 1988[24] – )

## وصلات خارجية
- موقع وزارة الخارجية البريطانية